# Poczet wielkich...
Poczet wielkich... – seria wydawnicza książek publikowanych przez Instytut Wydawniczy „Nasza Księgarnia” od 1963 roku.
Książki były tematycznymi słownikami biograficznymi osób związanych z wybranymi dziedzinami wiedzy lub działalności, np. matematyków, chemików, elektryków, podróżników itp. Wszystkie pozycje były formatu 18x18 cm w kolorowych twardych oprawach. Okładki zaprojektował Mateusz Gawryś, natomiast ilustratorów zapraszano do kolejnych tytułów. Książki wznawiano.
- Poczet wielkich astronomów, Jan Gadomski, 1965
- Poczet wielkich biologów, Kazimierz Greb, 1967
- Poczet wielkich chemików, Stefan Sękowski i Aleksandra Sękowska, 1963
- Poczet wielkich matematyków, red. Włodzimierz Krysicki, 1965, wznawiana, ISBN 83-10-09067-6
- Poczet wielkich lotników, Bohdan Arct, 1966
- Poczet wielkich podróżników, Jan Miller, 1967
- Poczet wielkich medyków, Grzegorz Fedorowski, 1967
- Poczet wielkich elektryków, Stefan Weinfeld, 1968

i inne.